# المجلس العالمي لرياضة المحركات
المجلس العالمي لرياضة المحركات هو أعلى هيئة ضمن الاتحاد الدولي للسيارات (فيا). يتم من خلاله إقرار القواعد واللوائح لسباقات الاتحاد الدولي للسيارات على جميع مستوياته وسلاسله، من الكارتينغ إلى الفورمولا واحد. يتكون المجلس من 26 عضوا يتم اختيارهم من قبل الجمعية العامة للاتحاد الدولي للسيارات، التي تتضمن ممثلين عن أندية السيارات الوطنية في جميع أنحاء العالم. وهو واحد من اثنين من المجالس العالمية الاتحاد الدولي للسيارات.
المجلس العالمي لرياضة المحركات يجتمع ثلاث أو أربع مرات في السنة للنظر في المقترحات المقدمة من لجان الاتحاد الدولي للسيارات المتخصصة.

## قائمة أعضاء المجلس للفترة (2022- الآن)
| المقعد                                      | التمثيل                          | العضو                               |
| ------------------------------------------- | -------------------------------- | ----------------------------------- |
| رئيس                                        | رئيس الاتحاد الدولي للسيارات     | محمد بن سليم                        |
| نائب الرئيس (رياضة)                         | المملكة المتحدة                  | روبرت ريد                           |
| نواب الرئيس                                 | البحرين                          | الشيخ عبد الله بن عيسى آل خليفة     |
| نواب الرئيس                                 | إسبانيا                          | مانويل أفينو                        |
| نواب الرئيس                                 | كوستاريكا                        | دانيال كوين                         |
| نواب الرئيس                                 | البرازيل                         | فابيانا إيكلستون                    |
| نواب الرئيس                                 | سنغافورة                         | لونج نيان لي                        |
| نواب الرئيس                                 | السويد                           | آنا نوردكفيست                       |
| نواب الرئيس                                 | موزمبيق                          | رودريغو روشا                        |
| الأعضاء المنتخبون                           | السعودية                         | الأمير خالد بن سلطان الفيصل آل سعود |
| الأعضاء المنتخبون                           | موناكو                           | إريك بارابينو                       |
| الأعضاء المنتخبون                           | نيوزيلندا                        | واين كريستي                         |
| الأعضاء المنتخبون                           | أستراليا                         | غاري كونيلي                         |
| الأعضاء المنتخبون                           | روسيا                            | فيكتور كيريانوف                     |
| الأعضاء المنتخبون                           | الدنمارك                         | توم كريستنسن                        |
| الأعضاء المنتخبون                           | باربادوس                         | أندرو مالاليو                       |
| الأعضاء المنتخبون                           | كينيا                            | أمينة محمد                          |
| الأعضاء المنتخبون                           | سلوفينيا                         | رادو راسبت                          |
| الأعضاء المنتخبون                           | بريطانيا                         | ديفيد ريتشاردز                      |
| الأعضاء المنتخبون                           | الولايات المتحدة                 | جورج سيلبرمان                       |
| الأعضاء المنتخبون                           | الجمهورية التشيكية               | جان ستوفيتشيك                       |
| الأعضاء المنتخبون                           | تركيا                            | سيركان يازيسي                       |
| الأعضاء المنتخبون                           | الصين                            | تاو تشانغ                           |
| الأعضاء النظاميون                           |                                  |                                     |
| رئيسة لجنة المرأة في رياضة السيارات         | برجو جيتينكايا                   |                                     |
| FOM                                         | ستيفانو دومينيكالي               |                                     |
| رئيس مجموعة فورمولا 1 أو ممثل لجنة الصانعين | أوليفر شميرولد أو فريديريك فاسور |                                     |
| رئيس لجنة السائقين                          | رونان مورغان                     |                                     |
| رئيس اللجنة الدولية للكارتينغ               | أكبر إبراهيم                     |                                     |
| المصدر:                                     |                                  |                                     |